# هما شیبانی
هما شیبانی (زاده حدود ۱۹۱۳ در تهران) از نخستین جراحان زن ایران بود.
او در سال ۱۹۳۰ برای تحصیل پزشکی در دانشگاه لندن بورسیه تحصیلی دریافت کرد و مدرک کارشناسی آناتومی و مورفولوژی را در آن دانشگاه دریافت کرد. وی کمی بعد در سال ۱۹۳۹ مدرک کارشناسی پزشکی و جراحی را از آن دانشگاه دریافت کرد. وی دارای مجوز کالج سلطنتی پزشکان بود. او تا سال ۱۹۴۸ در انگلستان کار کرد و سپس به ایران بازگشت. او یک بیمارستان برای نهضت بین‌المللی صلیب سرخ و هلال احمر ایجاد کرد.